# Erick Wujcik
Erick Wujcik (26 gennaio 1951 – San Rafael, 7 giugno 2008) è stato un autore di giochi e autore di videogiochi statunitense, cofondatore della Palladium Books.

## Vita
Wujcik cominciò come capo del club di gioco alla Wayne State University, noto come Wayne Street Weregamers, dove conobbe e strinse amicizia con Kevin Siembieda. Per il 1980 il club era diventato il Detroit Gaming Center ed era stato trasferito dalla Monteith House (ci cui era prevista la demolizione) a un sito fuori dal campus universitario gestito da una società no-profit. Siembieda divenne direttore assistente del centro, con Wujcik come direttore. Wujcik pubblicò avventura di fantascienza Sector 57 (1980) con il Detroit Gaming Center come editore.. Wujcik lavorò come giornalista per la rubrica settimanale Computer Column del The Detroit News dal 1979 al 1981.
Per un certo periodo contribuì saltuariamente con piccole collaborazioni alla Palladium Books fondata dall'amico Siembieda. Nel 1981 La Palladium ottenne i diritti per la produzione di un gioco di ruolo basato sul fumetto Teenage Mutant Ninja Turtles, ma Siembieda non approvò la bozza preparata da un freelancer così chiese a Wujcik di riprogettare il gioco in cinque settimane e lo pubblicò come Teenage Mutant Ninja Turtles & Other Strangeness (1985). Negli anni successivi pubblicò per la Palladium diversi altri giochi, come Revised Recon (1987), una revisione dell'originale Revised Recon un gioco di ruolo ambientato nella guerra del Vietnam, il gioco di ruolo Ninjas & Superspies (1988), sfruttando il suo interesse di lunga data sul Giappone e che gli richiese estense ricerche e il gioco di ruolo After the Bomb (1986). Lavorò anche come freelance per la West End Games e scrisse una delle prime avventure per Paranoia, Clones in Space (1986) e contribuì al supplemento Acute Paranoia (1986).
Mentre collaborava con la West End Games, Wujcik scoprì che questa aveva una licenza per uno dei suoi cicli fantasy preferiti, le Cronache di Ambra di Roger Zelazny, e si offrì per progettare un gioco di ruolo basato su di esse anche se la West End Games non gli avesse garantito la pubblicazione. Mentre playtestava il gioco Wujcik decise che funzionava meglio senza usare dadi, ma la West End Games non era d'accordo, così acquistò per sé i diritti per la pubblicazione di un gioco di ruolo basato su Ambra. Iniziò a sviluppare il gioco per la R. Talsorian Games all'inizio degli anni novanta, ma si scontrò con nuove divergenze creative Siembieda lo incoraggiò a creare una propria compagnia per pubblicare il gioco e Wujcik fondò la Phage Press, assumendo i suoi cugini Lisa Seymour e Ron Seymour per gestire la parte finanziaria. Amber Diceless Role-Playing fu infine pubblicato nel novembre 1991 dalla Phage Press. A Wujcik non piacquero le bozze proposte per il supplemento Shadow Knight (1993), così lo riscrisse lui stesso. James Wallis propose il gioco Bugtown, basato sull'omonimo fumetto di Matt Howarth, alla Phage Press, ma dopo alcune divergenze creative si ritirò dalla Phage Press nel 1994 per creare l'Hogshead Publishing; nel 1996, Wujcik convinse Matt Howarth a rilicenziare i diritti su Bugtown alla Phage Press, sebbene alla fine non pubblicò mai un libro basato sul fumetto.  Wujcik scrisse nel 1995 il manuale di Mystic China per la Palladium
Wujcik fu anche il fondatore della convention di giochi Ambercon. Nel 1997 fu assunto dalla Sierra Studios, e fu il capo progettista del videogioco Return to Krondor (1998). Lavorò anche come progettista di giochi per la Outrage Entertainment per il videogioco Alter Echo.
Wujcik fu il capo redattore della fanzine Amberzine, dedicata al gioco di ruolo Amber Diceless Role-Playing, sulla quale vennero anche pubblicati lavori di autori noti come Ray Bradbury, Henry Kuttner e Roger Zelazny, e che chiuse le pubblicazioni nel 2005. Lavorò anche per il Detroit Historical Museum, come curatore editoriale e tenne seminari su diversi argomenti, come la scrittura, progetto e sviluppo di giochi di ruolo.
Alla fine del 2004 cedette i diritti sull'Amber Diceless Role-playing alla Guardians of Order.
Dal 2004 al 2006 fu Game Design Studio Manager per la Ubisoft China, a Shanghai.
Fino alla sua morte nel giugno 2008 fu Senior Game Designer / Writer per la Totally Games di San Francisco.
Nel dicembre 2007 gli fu diagnosticato un cancro al pancreas che si era diffuso fino al fegato, in conseguenza del quale morì nel giugno 2008.

## Riconoscimenti
Il 15 agosto 2008 gli fu assegnato un premio ENnie alla carriera. A causa delle sue degradate condizioni di salute il premio gli fu consegnato anticipatamente nel gennaio 2008 da Kevin Siembieda.
Wujcik fu anche ammesso nella Academy of Adventure Gaming Arts and Design Hall of Fame della Game Manufacturers Association alla 37ª edizione degli Origins Award il 25 giugno 2011.
Il numero 43 di The Rifter (luglio 2008) è un tributo a Erick Wujcik.

## Opere

### Palladium Books
- After the Bomb
  - Erick Wujcik (1986). After the Bomb. ISBN 978-0-916211-15-8.
  - Erick Wujcik e Kevin Siembieda (1986). Road Hogs. ISBN 978-0-916211-20-2.
  - Erick Wujcik (1988). Mutants Down Under. ISBN 978-0-916211-34-9.
  - Erick Wujcik e Kevin Siembieda (1990). Mutants of the Yucatan. ISBN 978-0-916211-44-8.
  - Erick Wujcik (1990). Adventures in the Yucatan. ISBN 978-0-916211-45-5.
  - Erick Wujcik e Kevin Siembieda (2001). After the Bomb (2ª ed.). ISBN 978-0-916211-15-8.
- Beyond the Supernatural
  - Randy McCall e Kevin Siembieda (1987). Beyond the Supernatural (1ª ed.). ISBN 978-0-916211-18-9. "Regole per le vittime e testo aggiuntivo.
  - Kevin Siembieda. (1990). Boxed Nightmares. ISBN 978-0-916211-41-7. Testo aggiuntivo e idee.
- Heroes Unlimited
  - Kevin Long e Kevin Siembieda (1992). Villains Unlimited (1ª ed.). ISBN 978-0-916211-49-3. Testo aggiuntivo.
  - Kevin Siembieda (1998). Heroes Unlimited (2ª ed. rivista). ISBN 978-1-57457-006-9. Testo aggiuntivo e concetti.
- Arti marziali
  - Erick Wujcik (1983). The Palladium Book of Weapons & Assassins. ISBN 978-0-916211-03-5. Ricerche e compilazione.
  - Matthew Balent (1989). The Compendium of Weapons, Armour & Castles. ISBN 978-0-916211-38-7. Planimetrie dei castelli
  - Erick Wujcik (1990). Ninjas & Superspies (edizione rivista). ISBN 978-0-916211-31-8.
  - Erick Wujcik e Kevin Siembieda (1995). Mystic China. ISBN 978-0-916211-77-6.
- Mechanoid Invasion
  - Kevin Siembieda (1981). The Mechanoid Invasion. – Progetto dei tunnel.
  - Kevin Siembieda (1985). The Mechanoids. ISBN 978-0-916211-13-4. Scenari di avventura
- Palladium Fantasy Role-Playing Game
  - Kevin Siembieda. (1984). The Palladium Role-Playing Game (edizione rivista). ISBN 978-0-916211-04-2. Avventura – "Gersidi".
  - Kevin Siembieda (1984). Palladium Fantasy RPG Book 2: Old Ones (1ª ed.). ISBN 978-0-916211-09-7. –"Ringraziamenti speciali" per l'aiuto con l'avventura "Place of Magic" e la progettazione delle mappe.
  - Kevin Siembieda (1985). Monsters and Animals (1ª ed.). ISBN 978-0-916211-12-7. – Assistente nel progettare mostri.
  - Kevin Siembieda (1987). Palladium Fantasy RPG Book 3: Adventures on the High Seas (1ª ed.). ISBN 978-0-916211-17-2. – Testo aggiuntivo.
  - Thomas Bartold, Grant S. Boucher, Kevin Davies et al. (1989). The Palladium RPG Book 4: Adventures in the Northern Wilderness. ISBN 978-0-916211-39-4.
  - Kevin Siembieda e Erick Wujcik (1996). Dragons & Gods ( 2ª ed.). ISBN 978-0-916211-98-1.
  - Kevin Siembieda (1996).  Adventures on the High Seas (2ª ed.). ISBN 978-0-916211-17-2. Autore contributore, curatore editoriale.
  - Bill Coffin, Kevin Siembieda e Erick Wujcik (2003). Wolfen Empire Adventure Sourcebook. ISBN 978-1-57457-063-2.
- RECON
  - Matthew Balent, Kevin Siembieda, Maryann Siembieda, Erick Wujcik (1986). The Revised RECON. ISBN 978-0-916211-19-6. Revisione delle regole e testo aggiuntivo
  - Erick Wujcik (1987). Advanced RECON. ISBN 978-0-916211-24-0.
  - Matthew Balent, Kevin Siembieda, Maryann Siembieda, Erick Wujcik (1999). Deluxe Revised RECON. ISBN 978-1-57457-023-6.
- Rifts
  - Kevin Siembieda, Patrick Nowak, C.J. Carella (1995). Rifts World Book 8: Japan. ISBN 978-0-916211-88-2. – Consulente speciale.
  - Kevin Siembieda, Bill Coffin, Wayne Breaux Jr. et al. (2001). Rifts Game Master Guide. ISBN 978-1-57457-067-0. –Materiale scelto.
  - Bill Coffin, Kevin Siembieda, Erick Wujcik (2002). Rifts Adventure Guide. ISBN 978-1-57457-072-4. –Testo aggiuntivo e "parole di saggezza".
  - Kevin Siembieda, Erick Wujcik, Wayne Smith Jr., et al. (2004). China 1: The Yama Kings . ISBN 978-1-57457-094-6.
  - Carl Gleba, Erick Wujcik, Kevin Siembieda e Todd Yoho. (2004). China 2—Heroes of the Celestial Court. ISBN 978-1-57457-095-3.
  - Kevin Siembieda (2005). Rifts Role-Playing Game, Ultimate Edition. ISBN 978-1-57457-150-9. Idee e testo aggiuntivo.
- Robotech
  - Jonathan Frater, Wayne Breaux Jr., Erick Wujcik(1989). The Robotech RPG Book Six: The Return of the Masters. ISBN 978-0-916211-37-0. –Regole di combattimento "Mecha Su-Dai".
- Teenage Mutant Ninja Turtles & Other Strangeness
  - Erick Wujcik (1985). Teenage Mutant Ninja Turtles & Other Strangeness. ISBN 978-0-916211-14-1.
  - Erick Wujcik (1986). Teenage Mutant Ninja Turtles Adventures!. ISBN 978-0-916211-16-5.
  - Erick Wujcik (1987). Teenage Mutant Ninja Turtles Guide to the Universe. ISBN 978-0-916211-25-7.
  - Erick Wujcik (1989). Transdimensional Teenage Mutant Ninja Turtles. ISBN 978-0-916211-35-6.
- Articoli pubblicati su The Rifter (la rivista pubblicata dalla Palladium Books dedicata ai suoi giochi):
  - Erick Wujcik (gennaio 1998). "The Name Giver" sul numero 1
  - Erick Wujcik (aprile 1998). "Thinking Big" sul numero 2
  - "The Name Giver" e "Thinking Big" sono stati ristampati nel Best of "The Rifter"

### Phage Press
- Erick Wujcik e Roger Zelazny. (1991). Amber Diceless Role-Playing. ISBN 978-1-880494-00-4.
- Erick Wujcik e Roger Zelazny (1993). Shadow Knight. ISBN 978-1-880494-01-1.

### West End Games
- - Erick Wujcik (1986). Paranoia: Clones in Space. ISBN 978-0-87431-042-9.
  - Kenston Rolston, Erick Wujcik e Edward S. Bolme (2007). Flashbacks II. ISBN 978-1-905850-04-4.